# Pterorhinus poecilorhynchus
Pterorhinus poecilorhynchus é uma espécie de ave da família Leiothrichidae.
Pode ser encontrada nos seguintes países: China e Taiwan.